# Richelle Mead
Richelle Mead (ur. 12 listopada 1976 w Michigan) – amerykańska pisarka, autorka głównie książek z kategorii fantasy oraz tzw. young adult, czyli książek dla młodzieży. Najbardziej znana ze swojego cyklu o przygodach Georginy Kincaid, sukkuba mieszkającego w Seattle oraz serii powieści Akademia wampirów i Czarna Łabędzica. Jej książki wydawane są w Stanach Zjednoczonych, Ameryce Południowej, Europie, Azji i Oceanii.

## Wykształcenie i kariera
Richelle Mead urodziła się w Michigan. Obecnie mieszka na przedmieściach Seattle w stanie Washington. Ukończyła studia na Uniwersytecie Michigan oraz na Uniwersytecie Waszyngtońskim. Po zakończeniu studiów pracowała jako nauczycielka m.in. angielskiego w ósmej klasie w szkole na przedmieściu Seattle. Pisaniu książek poświęcała się po pracy. Po sprzedaniu pierwszej książki Melancholia sukuba (oryg. Succubus Blues) zrezygnowała z pracy w szkole i zaczęła pisać zawodowo. Mead skończyła dwie serie: o sukubie i Akademia wampirów. W chwili obecnej pisze dwie serie Dark Swan i Bloodlines, z czego ta druga opowiada o losach bohaterów Akademii Wampirów: Adrianie Iwaszkowie i alchemiczce- Sydney Sage poznanej w Przysiędze krwi.

### Seria o Georginie Kincaid
(adult fiction)
1. Melancholia sukuba (Succubus Blues) (oryg. marzec 2007, w Polsce: styczeń 2010)
2. Podboje sukuba (Succubus on Top) (oryg. styczeń 2008, w Polsce: kwiecień 2010)
3. Marzenia sukuba (Succubus Dreams) (oryg. październik 2008, w Polsce: lipiec 2010)
4. Namiętność sukuba (Succubus Heat) (oryg. czerwiec 2009, w Polsce: październik 2010)
5. Cienie sukuba (Succubus Shadows) (oryg. marzec 2010, w Polsce: styczeń 2011)
6. Odkrycie sukuba (Succubus Revealed) (oryg. sierpień 2011, w Polsce: styczeń 2012)

### Seria Dark Swan
1. Córka burzy (oryg. sierpień 2008, w Polsce kwiecień 2011)
2. Królowa Cierni (oryg. sierpień 2009, w Polsce wrzesień 2011)
3. Żelazna Korona (marzec 2011)
4. Dziedzic Cienia (planowane na styczeń 2012)

### SeriaAkademia wampirów
1. Akademia wampirów (oryg. sierpień 2007, w Polsce luty 2010)
2. W szponach mrozu (oryg. kwiecień 2008, w Polsce czerwiec 2010)
3. Pocałunek cienia (oryg. listopad 2008, w Polsce sierpień 2010)
4. Przysięga krwi (oryg. sierpień 2009, w Polsce luty 2011)
5. W mocy ducha (oryg. maj 2010, w Polsce wrzesień 2011)
6. Ostatnie poświęcenie (oryg. grudzień 2010, w Polsce luty 2012)

### Seria Kroniki Krwi
1. Kroniki Krwi (oryg. 23 sierpnia 2011, w Polsce 5 września 2012)
2. Złota lilia (oryg. 12 czerwca 2012, w Polsce 13 lutego 2013)
3. Magia Indygo  (oryg. 12 lutego 2013, w Polsce 11 września 2013)
4. Serce w Płomieniach (oryg.19 listopada 2013, w Polsce 9 lipca 2014)
5. Srebrne Cienie (oryg. 29 lipca 2014, w Polsce październik 2015)
6. Rubinowy Krąg (oryg. luty 2015, w Polsce 12 października 2016)